# 2005
2005 (MMV) е обикновена година, започваща в събота според Григорианския календар. Тя е петата от третото хилядолетие и шестата от 2000-те.
Съответства на:
- 1454 година по Арменския календар
- 6755 година по Асирийския календар
- 2955 година по Берберския календар
- 1367 година по Бирманския календар
- 2549 година по Будисткия календар
- 5765 – 5768 година по Еврейския календар
- 1997 – 1998 година по Етиопския календар
- 1383 – 1384 година по Иранския календар
- 1426 – 1427 година по Ислямския календар
- 4701 – 4702 година по Китайския календар
- 1721 – 1722 година по Коптския календар
- 4338 година по Корейския календар
- 2758 години от основаването на Рим
- 2548 година по Тайландския слънчев календар
- 94 година по Чучхе календара

## Събития

### Януари
- 4 януари – Убит е кметът на Багдад Али ал-Хаидри.
- 9 януари – Махмуд Абас печели изборите за президент в Палестина.
- 14 януари – Сондата Хюйгенс се приземява на Титан, най-големият от спътниците на Сатурн.
- Изображение на сатурновия спътник Титан, заснето през 2005.30 януари – В Ирак се провеждат демократични избори – първите от повече от половин век.

### Февруари
- 3 февруари – 105 души загиват, когато самолетът при полет 904 на „Кам Еър“ се разбива в планината Памир в Афганистан.

### Юни
- 25 юни – Парламентарни избори в България 2005.

### Август
- 14 август – Самолетът при полет 522 на „Хелиос Еъруейс“, на път от Ларнака, Кипър до Прага, Чехия през Атина, се разбива в хълмовете близо до Граматико, Гърция и убива 121 пътници и екипаж.
- 16 август – Самолетът при полет 708 на „Уест Карибиън Еъруейс“ се разбива в Мачикес, Венецуела и убива всички 160 души на борда.

### Септември
- 5 септември – Самолетът при полет 091 на „Мандала Еърлайнс“ се разбива малко след излитане от Медан, Индонезия и убива 100 души на борда и още 49 на земята.

### Октомври
- 8 октомври – При Кашмирското земетресение загиват над 87 хиляди души, 3,3 милиона остават без подслон.
- 21 октомври – Таря Турунен е уволнена от финландската група „Найтуиш“.
- 22 октомври – Самолетът при полет 210 на „Белвю Еърлайнс“ се разбива в Нигерия и убива всички 117 души на борда.

### Декември
- 10 декември – Самолетът при полет 1145 на „Сосолисо Еърлайнс“ се разбива на международното летище „Порт Харкорт“ в Нигерия и убива 108 души на борда.

## Починали
- Димо Печеников, български футболист (р. 1936 г.)
- Драгослав Андрич, сръбски писател (р. 1923 г.)
- 2 януари – Арнолд Денкер, американски шахматист (р. 1914 г.)
- 11 януари – Фабрицио Меони, италиански мотоциклетен състезател (р. 1957 г.)
- 17 януари – Алберт Шац, американски учен, микробиолог (р. 1920 г.)
- 25 януари – Филип Джонсън, американски архитект (р. 1908 г.)
- 30 януари – Христо Евтимов, български футболист (р. 1921 г.)
- 2 февруари – Макс Шмелинг, немски боксьор, световен шампион (р. 1905 г.)
- 8 февруари – Татяна Бек, руски поет и литературовед (р. 1949 г.)
- 10 февруари – Артър Милър, американски драматург (р. 1915 г.)
- 11 февруари – Джак Чокър, американски писател (р. 1944 г.)
- 14 февруари – Рафик Харири, бивш министър-председател на Ливан (р. 1944 г.)
- 17 февруари – Омар Сивори, аржентински футболист (р. 1935 г.)
- 20 февруари – Джими Йънг, американски боксьор (р. 1948 г.)
- 3 март – Ринус Михелс, холандски футболист и треньор (р. 1928 г.)
- 4 март
  - Никола Калипари, италиански полицейски служител и разузнавач (р. 1953 г.)
  - Юрий Кравченко, украински политик (р. 1951 г.)
- 6 март – Ханс Бейте, американски физик, лауреат на Нобелова награда за физика през 1967 г. (р. 1906 г.)
- 7 март – Иван Пръмов, български политик (р. 1921 г.)
- 22 март – Кензо Танге, японски архитект, лауреат на Прицкер (р. 1913 г.)
- 23 март – Кирил Борисов, български политик
- 30 март – Емил Димитров, български поп певец (р. 1940 г.)
- 1 април – Томас Клинг, немски поет (р. 1957 г.)
- 2 април – папа Йоан Павел II (р. 1920 г.)
- 5 април – Сол Белоу, американски писател от канадски произход, лауреат на Нобелова награда за литература през 1976 година (р. 1915 г.)
- 6 април – Рение III, принц на Кралство Монако (р. 1923 г.)
- 7 април – Макс фон дер Грюн, немски писател (р. 1926 г.)
- 11 април – Джон Реймънд Броснан, австралийски писател (р. 1947 г.)
- 12 април – Георги Пачеджиев, български футболист и треньор по футбол (р. 1916 г.)
- 14 април – Ивайло Петров, български писател (р. 1923 г.)
- 15 април – Йоаким Хербут, скопски католически епископ (р. 1928 г.)
- 19 април – Джордж Косматос, италиански режисьор от гръцки произход (р. 1941 г.)
- 3 май – Петър Петров, български шахматист (р. 1919 г.)
- 14 май – Иван Дочев, български политик (р. 1906 г.)
- 19 май – Трифон Силяновски, български композитор и пианист (р. 1923 г.)
- 20 май – Пол Рикьор, френски философ (р. 1913 г.)
- 24 май – Карл Амери, немски писател (р. 1922 г.)
- 31 май – Любомир Георгиев, български виолончелист и композитор (р. 1951 г.)
- 1 юни
  - Владимир Савон, украински шахматист (р. 1940 г.)
  - Мариана Димитрова, българска актриса (р. 1954 г.)
- 11 юни – Гена Димитрова, българска певица (р. 1941 г.)
- 17 юни – Уилям Фентън, американски етнолог (р. 1908 г.)
- 20 юни
  - Джак Килби, американски инженер, лауреат на Нобелова награда за физика през 2000 г. (р. 1923 г.)
  - Никола Тодориев, български учен (р. 1928 г.)
- 27 юни – Домино Харви, англичанка, един от най-известните Ловци на глави в Лос Анджелис, Калифорния (р. 1969 г.)
- 1 юли – Иван Колев, български футболист (р. 1930 г.)
- 13 юли – Асен Кисимов, български актьор и певец (р. 1936 г.)
- 17 юли – Едуард Хийт, британски политик (р. 1916 г.)
- 1 август
  - Фахд бин Абдул Азис, крал на Саудитска Арабия (р. 1923 г.)
  - Ъруин Сандърс, американски социолог (р. 1909 г.)
- 5 август – Петър Дочев, български художник (р. 1934 г.)
- 24 август – Чудомир Начев, български лекар (р. 1936 г.)
- 25 август
  - Георги Илиев, български борец (р. 1966 г.)
  - Рейхан, българска попфолк певица от турски произход (р. 1986 г.)
- 26 август – Волфганг Бауер, австрийски писател (р. 1941 г.)
- 31 август – Юзеф Ротблат, полски физик, лауреат на Нобелова награда за мир през 1995 г. (р. 1908 г.)
- 14 септември – Робърт Уайз, американски филмов режисьор (р. 1914 г.)
- 20 септември
  - Лиляна Бочева, български диригент и музикален педагог (р. 1924 г.)
  - Симон Визентал, австрийски архитект (р. 1908 г.)
- 27 септември – Карл Декер, австрийски футболист (р. 1921 г.)
- 20 октомври – Александър Христов, български журналист (р. 1929 г.)
- 24 октомври – Роза Паркс, американска общественичка (р. 1913 г.)
- 26 октомври
  - Емил Кюлев, български банкер (р. 1957 г.)
  - Кийт Паркинсън, американски художник (р. 1958 г.)
- 27 октомври – Марин Гогев, български художник (р. 1934 г.)
- 29 октомври – Петър Панагонов, български футболист (р. 1930 г.)
- 3 ноември – Маргарита Дупаринова, българска актриса (р. 1921 г.)
- 5 ноември – Джон Фаулз, английски писател (р. 1926 г.)
- 11 ноември – Питър Дракър, американски теоретик на мениджмънта (р. 1909 г.)
- 13 ноември – Еди Гереро, кечист (р. 1967 г.)
- 19 ноември – Артин Артинян, американски филолог (р. 1907 г.)
- 25 ноември
  - Джордж Бест, северноирландски футболист (р. 1946 г.)
  - Ричард Бърнс, британски автомобилен състезател (р. 1971 г.)
- 5 декември – Мило Дор, австрийски писател (р. 1923 г.)
- 8 декември – Иван Дуриданов, български езиковед (р. 1920 г.)
- 9 декември – Робърт Шекли, американски писател (р. 1928 г.)
- 20 декември – Иван Илиев Иванов, общественик, стопански деец (р. 1923 г.)
- 26 декември
  - Винсънт Скиавели, американски актьор (р. 1948 г.)
  - Здравко Радев, български футболист (р. 1972 г.)

## Нобелови награди
- Физика – Рой Глаубер, Джон Хол, Теодор Хенш
- Химия – Робърт Гръбс, Ричард Шрок, Ив Шовен
- Физиология или медицина – Бари Маршъл, Робин Уорън
- Литература – Харолд Пинтър
- Мир – Международна агенция за атомна енергия, Мохамед ел Барадей
- Икономика – Робърт Ауман, Томас Шелинг